# Travalaha
Travalaha oder auch Travalaeha ist der Name einer germanischen Göttin, die einzig inschriftlich belegt ist aus einem Fragment eines möglichen Votivsteins, der in Köln gefunden wurde und aus der römischen Kaiserzeit stammt.

## Auffindung und Inschrift
Bei archäologischen Grabungen 1974 im Planum eines ehemaligen römischen Gutshof (Villa rustica) in Köln-Raderthal wurde der Inschriftenstein neben Schutt als Verfüllung eines Brunnens gefunden. Der Stein befindet sich im Besitz und Depot des Römisch-Germanischen Museums Köln.
Der fragmentierte viereckige Stein (44–47 × 37 × 35,5 cm) ist ein Altarstein, beziehungsweise dessen Sockel oder der Sockel eines Statuettensteins, dessen jeweiliger Oberteil (Giebel, Gesims, Statue) abgebrochen und verloren ist. An der Abbruchkante findet sich in der Mitte ein Dübelloch.

Direkt an dieser Kante verläuft die Inschrift als erhaltene zweite und dritte Zeile. Sie ist bedingt durch den Verlauf der Abbruchkante (Bild-Link) gestört und in einfacher Capitalis ausgeführt. Die einleitenden Lettern TR sind beschädigt sowie das A nach der Sequenz AVAL nur durch die Ansätze beider Schräghasten lesbar, ein konizierbares folgendes E ist bedingt durch Materialausbruch plausibel zu rekonstruieren. Somit stellt Hartmut Galsterer die Inschrift her als:

„[Deae] / Travala[e] / hae“

„Der Göttin Travala[.]ha“

 Eine zeitlich exakte Zuordnung beziehungsweise eine Datierung ist bedingt durch die Auffindesituation in situ nicht möglich. Allenfalls lässt sich nach Galsterer eine naheliegende zeitliche Taxierung der Errichtung und Herstellung des Steins feststellen in Verbindung mit der Besiedelung der Flächen an den außerstädtischen (Stadtmauer) Ausfallstraßen der CCAA. Dazu kommt nach Galsterer die allgemeine Beobachtung von Votivsteinfunden im nahen Umfeld der Villa rustica in der Provinz Germania inferior. Das Umfeld im Süden der CCAA wurde seit dem 2. Jahrhundert zunehmend besiedelt und geriet später durch Germaneneinfälle unter Druck. (siehe: Die CCAA als Hauptstadt der Prov. Germania inferior und Krise im 3. Jahrh.)

## Name
Hartmut Galsterer lässt eine Deutung der sonst unbekannten Göttin offen. Erschwerend ist seiner Sichtnahme nach, dass der Stein in seiner fragmentierten Überlieferung ohne Parallelbelege erscheint, ohne ikonographische Hinweise und Stifter-Inschriftformular, um zum Wesen der Göttin Rückschlüsse ziehen zu können. Ebenfalls schließt er eine etymologische Deutung aus. Er weist lediglich darauf hin, dass es sich bei der Travalaha vergleichbar mit der Nehalennia und Sunuxal um eine „Stammes-Göttin“ in der Germania inferior handeln kann.
Anders geht Rudolf Simek vor, der den Namen als eindeutig germanisch bestimmt und mit dem runischen Beleg des (Personen)Namen þrāwija des schwedischen Runensteins von Kalleby (þrawijan haitinaR was) aus dem 4./5. Jahrhundert vergleicht. Travala(e)ha stellt er daher als eine deverbiale Ableitung aus þrāwijan zu urnordisch þrāwō, zu deutsch „sehnen“. Er deutet daher den Namen der Travalaha als die „ersehnte Göttin“, deren Funktion unbestimmt bleibt.